# モニカ・アボット
モニカ・セシリア・アボット（Monica Cecilia Abbott、1985年7月28日 - ）は、アメリカ合衆国カリフォルニア州サリナス出身の女子ソフトボール選手（投手）。2008年北京オリンピック銀メダリスト、2021年開催の東京オリンピック銀メダリスト。

## 経歴

### 来日前
テネシー大学の女子ソフトボールチーム（テネシー・レディーボランティアーズ）に2004年から2007年まで所属していた。大学時代には、全米大学体育協会が主催するNCAAディビジョンIで勝利数、奪三振数、完封数、投球回などで歴代記録を塗り替え、数々の賞を受賞した。
2008年5月23日にはアボットの故郷であるカリフォルニア州のサリナスにアメリカ代表として、大学選抜とのエキシビジョンマッチに参加し、3000人の観衆の前でプレーした。ゲームの前に5月23日はサリナスにおいて正式に「モニカ・アボットの日」に指定されたとの紹介があった。アボットはこの試合はわずか2本のヒットを許したのみで試合にも10-0で勝利した。
2008年の北京オリンピックには3人のピッチャーのうちの一人としてキャット・オスターマン、ジェニー・フィンチと共に選ばれ、アメリカ代表として参加した。予選と準決勝の日本戦に先発、無失点の好投をしたが、決勝の先発はキャット・オスターマンに譲った。アボットは6回、7回の2回をリリーフしたものの2回1失点で試合にも負けてしまった。

### 来日後
2009年から、アメリカ代表でチームメイトだったナターシャ・ワトリーと共に、日本リーグのトヨタ自動車に所属。
2010年には、シーズン14勝無敗、決勝トーナメントでは日立ソフトウェアを相手に完全試合を達成するなどの活躍を見せ、シーズンMVPを受賞。
2016年シーズン後には、共に来日したナターシャが引退。ナターシャは、その後もチームのコーチとして2022年現在もトヨタに残っている。
2018年には、シーズン12勝無敗、防御率0.23という成績を残し、最優秀勝利投手、最優秀防御率、ベストナイン、MVPを獲得した。
2022年10月5日、トヨタレッドテリアーズからの退団が発表される。10月17日に日本での現役引退が発表された。
2022年10月23日、シオノギレインボーストークス兵庫戦（豊橋市民球場）に先発登板。4回1/3をノーヒットという完璧な投球を見せた。これがアボットにとってリーグ公式戦における最後の登板となった。試合後の引退セレモニーでは、「22歳で北京オリンピックを終え、プロフェッショナルとして働くところがなかった中、トヨタが声を掛けてくれて本当に感謝しています。」とスピーチを行った。
2022年11月12日、JDリーグセミファイナルの豊田自動織機シャイニングベガ戦（ZOZOマリンスタジアム）で、6回からマウンドに上がると1安打無失点の好リリーフ。しかしチームはこの試合で敗退したため、これがアボットにとって日本での最後のプレーとなった。
現役引退後はアメリカに帰国。今後アメリカでプレーを続けるかはまだ未定。
2025年1月、妊娠したことを発表。6月に出産予定となっている。

## 選手としての特徴
190cm前後の長身を活かして、120キロに迫るスピードのライズボールを投げ込む剛腕サウスポー。
アメリカと日本のプロリーグでそれぞれ4回ずつMVPに選出されているなど、世界でもトップクラスの実力と実績を持つ投手である。

## 人物・エピソード
ニックネームは「モニ」。
アボットは北京オリンピックの決勝で日本に敗れたこともあって、悔しさと辛さで当初は日本でプレーする気はなかった。しかし、家族や親友と相談し、「日本文化や日本のソフトボールを体験してみよう、もし好きになれなかったらアメリカに帰ればいい、1年だけやってみよう」と決意して来日。日本を好きになってそのまま移住し、2022年シーズンまで計14年間トヨタ自動車でプレーを続けた。

## 詳細情報

### タイトル
- シーズンMVP：4回（2010, 2011, 2012, 2018）
- 最優秀防御率賞：6回（2010, 2011, 2012, 2013, 2015, 2019）
- 最多勝利投手賞：4回（2010, 2012, 2015, 2018）
- ベストナイン：6回（2010, 2011, 2012, 2013, 2015, 2018）

### 表彰
- JDリーグ特別表彰[注 2]：2022

### 通算成績
- 138勝19敗

### 背番号
- 18（2009 - 2013）
- 14（2014 - 2022）